# 미 아모레
〈미 아모레〉(일본어: ミ・アモーレ〔Meu amor é･･･〕)는 1985년 3월 8일에 발표한 일본의 여가수 나카모리 아키나(中森明菜)의 11번째 싱글이다. (EP: L-1668) 작사는 강진화(康珍化)가, 작곡과 편곡은 마츠오카 나오야(松岡直也)가 담당하였고 워너 파이오니어의 레이블로 출시되었다. B면은 〈론리 저니〉(ロンリー・ジャーニー 론리 쟈니[*])이며 작사와 작곡은 EPO가, 편곡은 시미즈 노부유키(清水信之)가 도맡았다.
가수인 나카모리의 대표곡 중 하나로, 이 곡에서 그녀는 라틴 삼바풍의 곡을 소화하였다. 이 싱글은 본래 다른 가사로 쓰여져 있었으나, 컨셉트와 맞지 않다 생각한 나카모리와 스태프들의 의견을 모아, 작사가인 강진화에게 새로 가사를 써줄 것을 의뢰해 다시 만든 것이 〈미 아모레〉다. 원래 불리게 될 가사로 된 곡은 몇 달 뒤, 프로모션 싱글인 〈붉은 새가 도망쳤다〉로 출시하게 된다. 이 곡은 여러 음악방송 프로그램에서 1위를 차지하였고, 1985년 3월 18일 오리콘 주간 싱글 차트에 올라가 곧바로 1위를 달성 2주 동안 수성하였으며, 총 19주 동안 톱100의 순위권을 유지했다. 뒤이어 1985년 오리콘 연간 싱글차트에선 2위를 달성했고, 63만장을 기록하여 나카모리의 역대 싱글 중 두 번째로 많은 판매량을 기록하였다. 또한 1985년 제27회 일본 레코드 대상에서 대상을 차지, 가수인 나카모리에게 최연소 대상 수상자로서의 영예를 안겨다 준 곡이기도 하다.
CD 저널은 중남미 음악의 요소를 도입한 곡으로서 이 음악 장르들이 가진 특유의 슬픈 리듬이 나카모리의 감성과 잘 맞물려 있다고 평하였다.

## 수록곡
| #            | 제목                                             | 작사         | 작곡            | 편곡            | 재생 시간 |
| ------------ | ------------------------------------------------ | ------------ | --------------- | --------------- | --------- |
| 1.           | 〈〈미 아모레〉(ミ・アモーレ〔Meu amor é･･･〕)〉 | 강진화       | 마츠오카 나오야 | 마츠오카 나오야 | 3:53      |
| 2.           | 〈〈론리 저니〉(ロンリー・ジャーニー)〉          | EPO          | EPO             | 시미즈 노부유키 | 4:54      |
| 총 재생 시간 | 총 재생 시간                                     | 총 재생 시간 | 총 재생 시간    | 총 재생 시간    | 8:47      |

## 수상
- 제18회 전일본유선방송대상 (상반기) - 요미우리 테레비 최우수상, 우수스타상
- 제14회 FNS 가요제 - 그랑프리, 우수가요음악상
- 제27회 일본 레코드 대상 - 대상, 금상
- 제5회 일본작곡대상 - 우수작곡가상

## 발매 일정
| 버전                   | 일정             | 레이블         | 포맷               |
| ---------------------- | ---------------- | -------------- | ------------------ |
| 〈미 아모레〉          | 1985년 3월 8일   | 워너 뮤직 재팬 | EP (L-1668)        |
| 〈미 아모레〉 (재발매) | 1988년 6월 25일  | 워너 뮤직 재팬 | 8cmCD (10SL-140)   |
| 〈미 아모레〉 (재발매) | 1988년 12월 21일 | 워너 뮤직 재팬 | CT (10L5-4050)     |
| 〈미 아모레〉 (재발매) | 1998년 11월 26일 | 워너 뮤직 재팬 | 12cmCD (WPC6-8668) |
| 〈미 아모레〉 (재발매) | 2008년 11월 12일 | 워너 뮤직 재팬 | 디지털 다운로드    |